# Дмитриевское (Комсомольский район)
Дмитриевское — село в составе Писцовского сельского поселения Комсомольском районе Ивановской области Российской Федерации.

## География
Село находится при реке Урожке, левом притоке Уводи, реки входящей в речную систему Окско-Волжского бассейна. Расстояние в километрах до районного центра — Комсомольска 21 км, до областного центра — Иваново 33 км, до столицы — Москвы 238 км.

## История
Под 1628 годом,  мы встречаем упоминание о селе  в описании Костромского уезда (по Сорохтскому стану) — «церковь Дмитрия Солунского в Писцовском приселке в селе Дмитровском»; затем в документе 1653 г. — «у сей церкви двор попов да сын его дьячок живут в одном дворе, двор пономарёв, двор просвирницын, да в приходе 70 дворов крестьян»; 1669 г. — впредь писать в вотчине боярина кн. Алексея Григорьевича Долгорукова; 1676 г. — в вотчине кн. Юрья Долгорукова.
В Российской империи
По сведениям 1870—1872 годов, опубликованным Центральным статистическим комитетом Министерства внутренних дел (СПб.1877), Костромской губ., по Нерехтскому уезду, во II-м стане (по левую сторону почтовой дороги из Нерехты в г. Шую) под № 8999 значится: Дмитриевское — село; при речке Уроже; расстояние в верстах от уездного центра — 32, от становой квартиры — 2; число дворов — 84; число жителей муж. пола — 256 чел., жен. пола — 316 чел.".
На 1918 год Дмитриевская волость включала в себя 12 населённых пунктов с общим количеством населения — 2557. В селе Дмитриевском — 87 домохозяйств, более десяти домов — кирпичные, постройки начала и середины XIX века. Населения обоего пола 403 чел., в том числе женщин — 233 чел., мужчин — 170 чел.
В СССР
- 1929 — образовался Дмитриевский сельский Совет, куда вошли четыре населённых пункта с числом населения 1271 человек.  Одновременно было организовано Дмитриевское сельпо (сельское потребительское общество), которое снабжало население всеми товарами первой необходимости. В 1930-е годы открылись: детский сад на 30 детей; Дом культуры (клуб), при нём создали библиотеку, а в 50-е годы была поставлена стационарная киноустановка, где регулярно, два раза в неделю, демонстрировались художественные и документальные фильмы. В клубе регулярно проводились танцевальные вечера и другие увеселительные мероприятия.
- 1954 — произошла реорганизация сельских Советов: Дмитриевский сельский Совет объединяется с Сорохтским и образует — Дмитриевский сельский Совет с центром в с. Дмитриевское. В сельсовет вошли: села Филиппково и Сорохта; деревни Блудово, Исаково, Кабаново, Куличиха, Логиново, Маршово, Никулино, Путилова Гора, Стипирево, Строевая Гора, Цыпышево, Яново.
- 1975 — Дмитриевский сельский Совет был переименован в Писцовский сельский Совет, с центром в посёлке Писцово.

В Российской Федерации
- 1993 — села Дмитриевское, Сорохта, Филиппково; деревни Высоково, Чудь, Ивачево, после реорганизации, причислены в Писцовскую сельскую администрацию.
- 2005 — Дмитриевское, в числе других населённых пунктов ранее входивших Писцовскую сельскую администрацию, причислены к вновь образованному муниципальному образованию Писцовскому сельскому поселению.

## Население
| 1872 | 1897 | 1907 | 2002 | 2010 |
| ---- | ---- | ---- | ---- | ---- |
| 572  | ↘371 | ↘344 | ↘67  | ↘63  |

## Православная церковь
Первый сельский храм во имя Святого Дмитрия Солунского упоминается в источнике 1628 года. Храм был деревянным, но, от случившегося пожара в середине 1740-х годов, сгорел. Взамен утраченного — на средства прихожан в 1772 году была построена церковь Вознесения Господня (Вознесенская) — каменная, с такою же колокольнею. Престолов в ней три: а) в холодной главный в честь Вознесения Господня, в теплой, б) правый во имя вмч. Димитрия Солунского, и в) левый в честь Смоленской иконы Божией Матери.
Антирелигиозная политика советской власти привела к закрытию церкви, c 1934 года храм, оставшийся без священнослужителей и прихожан, заброшен, и ныне находится в полуразрушенном состоянии. На сводах основного объёма сохранилась клеевая живопись в стиле барокко начала XIX в..